# Oniticellus formosus
Oniticellus formosus är en skalbaggsart som beskrevs av Louis Alexandre Auguste Chevrolat 1830. Oniticellus formosus ingår i släktet Oniticellus och familjen bladhorningar. Inga underarter finns listade i Catalogue of Life.